# National Association of Intercollegiate Athletics
National Association of Intercollegiate Athletics (NAIA) – organizacja zrzeszająca 251 instytucji (2019), zajmująca się organizacją zawodów sportowych wielu szkół i uniwersytetów w Stanach Zjednoczonych, kanadyjskiej Kolumbii Brytyjskiej i Wysp Dziewiczych USA. Jej siedziba znajduje się w Kansas City, w stanie Missouri.
Założona w 1940 jako National Association of Intercollegiate Basketball, organizacja skupia przede wszystkim mniejsze uniwersytety które nie są członkiem National Collegiate Athletic Association.

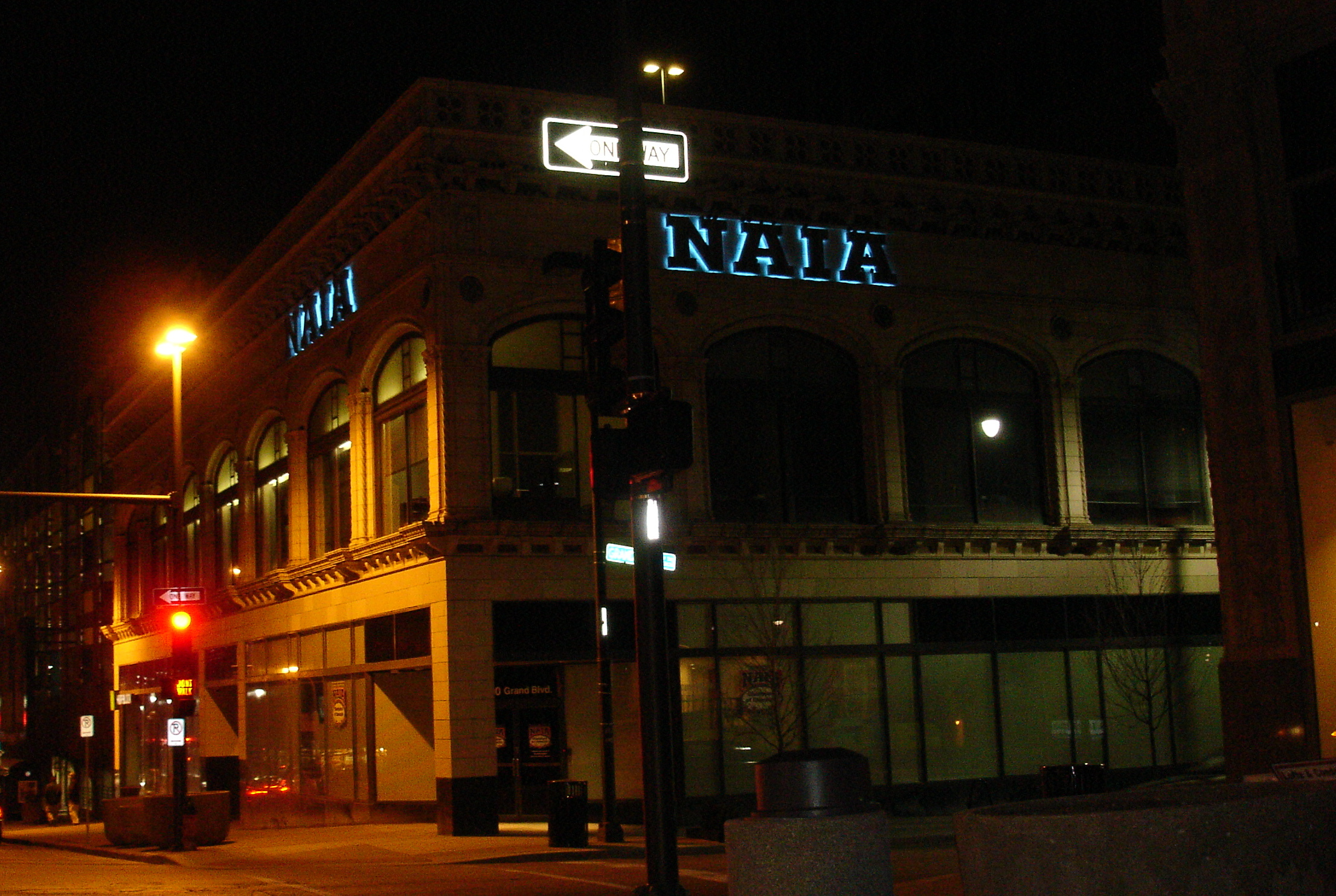
Siedziba NAIA w Kansas City

## Dyscypliny
Reguluje rozgrywki ligowe na szczeblu szkolnym i uniwersyteckim w m.in. takich sportach, jak: 
- baseball
- bowling
- cross-country
- competitive dance
- competitive cheer
- futbol akademicki • Wyniki
- golf
- koszykówka
- lacrosse
- lekkoatletyka
- piłka nożna
- pływanie
- softball
- tenis
- zapasy • Wyniki

## Konferencje
Zespoły są zrzeszone w 21 regionalnych związkach stanowych
- Association of Independent Institutions (AII) – NAIA independent schools
- American Midwest Conference (AMC)
- Appalachian Athletic Conference (AAC)
- California Pacific Conference (CAL-PAC)
- Cascade Collegiate Conference (CCC)
- Chicagoland Collegiate Athletic Conference (CCAC)
- Crossroads League (CL)
- Frontier Conference
- Golden State Athletic Conference (GSAC)
- Great Plains Athletic Conference (GPAC)
- Gulf Coast Athletic Conference (GCAC)
- Heart of America Athletic Conference (HAAC)
- Kansas Collegiate Athletic Conference (KCAC)
- Mid-South Conference (MSC)
- North Star Athletic Association (NSAA)
- Red River Athletic Conference (RRAC)
- River States Conference (RSC)
- Sooner Athletic Conference (SAC)
- Southern States Athletic Conference (SSAC)
- Sun Conference (TSC)
- Wolverine–Hoosier Athletic Conference (WHAC)